# Pitkäjärvi (sjö i Finland, Norra Österbotten, lat 64,53, long 26,25)
Pitkäjärvi är en sjö i Finland. Den ligger i kommunen Limingo i landskapet Norra Österbotten, i den centrala delen av landet, 500 km norr om huvudstaden Helsingfors. Pitkäjärvi ligger 104,2 meter över havet. Arean är 73,2 hektar och strandlinjen är 5,88 kilometer lång. Sjön  ingår i Temmesjokis huvudavrinningsområde.   I omgivningarna runt Pitkäjärvi växer i huvudsak blandskog. Den sträcker sig 1,5 kilometer i nord-sydlig riktning, och 4,0 kilometer i öst-västlig riktning.
I övrigt finns följande vid Pitkäjärvi:
- Kalettomanjärvi (en sjö)